# Santana de Parnaíba
Santana de Parnaíba is een gemeente in de Braziliaanse deelstaat São Paulo. De gemeente telt 131.887 inwoners (schatting 2017).

## Geografie

### Hydrografie
De plaats ligt aan de rivier de Tietê die ook deel uitmaakt van de gemeentegrens. De rivieren de Juqueri en Ribeirão do Cabuçu monden uit in de Tietê en maken deel uit van de gemeentegrens. De Córrego do Barbeiro en Ribeirão Santo André monden ook uit in de Tietê.

### Aangrenzende gemeenten
De gemeente grenst aan Araçariguama, Barueri, Cajamar, Itapevi, Pirapora do Bom Jesus en São Paulo.